# Cimetière des andinistes
Le cimetière des andinistes est un cimetière et un mémorial dédié aux alpinistes ayant péri lors d'ascension de l'Aconcagua. Il est situé à proximité de la localité de Puente del Inca (es), dans les Andes argentines.

## Localisation
Le cimetière est situé à 1 000 mètres du village de Puente del Inca (province de Mendoza), dans le parc provincial de l'Aconcagua, à 14 kilomètres de la frontière chilienne. Il est desservi par la route nationale 7.

## Histoire
Il recueille initialement les corps non réclamés des nombreux ouvriers s'étant relayés dans la construction de la ligne du chemin de fer. En 1928, il accueille la première dépouille non réclamée d'un andiniste britannique, Basil Marden, mort l'année précédente et retrouvé congelé dans la montagne.